# 赤塚忠
赤塚 忠（あかつか きよし、1913年〈大正2年〉4月9日 - 1983年〈昭和58年〉11月28日）は、日本の中国学者。東京大学名誉教授。古代中国哲学・中国文学・金石学に広く業績がある。角川書店『新字源』編者の一人。

## 経歴
出生から敗戦まで
1913年、茨城県取手市に生まれた。東京帝国大学支那哲学科で学び、学生時代は宇野哲人や塩谷温に師事した。1936年に大学を卒業。1937年から1941年まで同大学大学院で学びつつ、郁文館中学と神戸商業大学（神戸経済大学）予科に勤務。二度応召して中国大陸に赴き、陸軍大尉として敗戦を迎えた。
太平洋戦争後
戦後、神戸大学と神戸経済大学に勤務。神戸時代には京都大学人文科学研究所の貝塚茂樹の研究会に参加した。1955年、東京大学文学部助教授となった。1962年に学位論文『周代文化の研究』を東京大学に提出して文学博士の学位を取得。1964年に教授昇進。東京大学では、加藤常賢の後任として、宇野精一と並んで戦後の中国哲学研究室の中心を担う一方で、二松學舍大学をはじめ諸大学の講師も兼任した。1974年、東京大学を定年退官し、名誉教授となった。
その後は二松學舍大学教授となり、教鞭をとった。二松學舍では学校法人二松學舍評議員や附属図書館長などの要職を務めた。学界では日本中国学会理事長、東方学会評議員などを務め、国際的に知られた。1983年11月28日に死去。

## 研究内容・業績
古代中国哲学・中国文学・金石学に広く業績があり、特に甲骨・金石文を研究した。赤塚忠の著作は、『赤塚忠著作集』全7巻としてまとめられている。

## 受賞・栄典
- 叙正四位
- 叙勲三等授旭日中綬章[1]。

## 著作
著書
- 『中国哲学の発生的事実：五行観の成立を中心として』
- 『研究漢文』旺文社 1973
- 『易経』明徳出版社(中国古典新書) 1974
- 『中国古代の宗教と文化：殷王朝の祭祀』 角川書店 1977
- 『石鼓文』明徳出版社(中国古典新書) 1986

著作集
- 『赤塚忠著作集』(全7巻) 研文社 1986-1989
  - 再版 研文社 2002-2003

1. 『中国古代文化史』
2. 『中国古代思想史研究』
3. 『儒家思想研究』
4. 『諸子思想研究』
5. 『詩経研究』
6. 『楚辞研究』
7. 『甲骨・金文研究』

共編著
- 『標準 漢和辞典』監修、旺文社 1968
- 『新字源』小川環樹・西田太一郎共編、角川書店 1973
- 『漢和中辞典』阿部吉雄共編、旺文社 1977
- 『漢文の基礎』遠藤哲夫共著、旺文社 1983

訳注
- 『大学・中庸』(新釈漢文大系 2) 明治書院 1967
- 『書経・易経 (抄)』(中国古典文学大系 1) 平凡社 1972
- 『荘子』(全釈漢文大系 16・17) 集英社 1974-1977